# 变态蟳
变态蟳（学名：Charybdis variegata）为梭子蟹科蟳属的动物。分布于日本、澳大利亚、菲律宾、马来群岛、印度、波斯湾、红海以及中国大陆的广东、福建等地，生活环境为海水，一般栖息于水深30-50米的泥以及沙质海底。

## 亚种
- 短刺蟳（学名：Charybdis variegata brevispinosa），Leene于1937年命名。在中国大陆，分布于南海、海南岛等海域，生活环境为海水，主要栖息于水深30米左右的泥沙底。其生存的海拔上限为-30米。[2]